# Kulturträgertheorie
Als Kulturträgertheorie wird eine bestimmte Sichtweise des deutsch-slawischen Verhältnisses vor allem in der Zeit des hochmittelalterlichen Landesausbaus in der Germania Slavica bezeichnet einschließlich der daraus resultierenden Folgen. Diese Theorie ging von einem in zivilisatorischer Hinsicht statischen Entwicklungsgefälle zwischen dem deutschen Altsiedelland und den im Vergleich hierzu rückständigen slawischen Ländern aus und bewertete die „ostdeutsche Kolonisation“ als den eigentlichen Grundstein der staatlichen und geschichtsprägenden Formgebung Ostmitteleuropas.
Diese nationalistisch geprägte Theorie wurde besonders stark vertreten im Rahmen der „Ostforschung“, vor allem in der Zeit zwischen etwa 1850 und 1950. Sie trat oft auf in Verbindung mit der „Urgermanentheorie“ und bekam in der NS-Zeit eine besondere Zuspitzung durch den biologisch-rassistischen Blickwinkel des Nationalsozialismus. Sie diente nach 1945 insbesondere den Heimatvertriebenen der deutschen Ostgebiete als moralischer Anspruch auf Rückgabe der Ostgebiete des Deutschen Reiches. Seit Beginn der 1990er Jahre gilt sie als eindeutig widerlegt und wissenschaftstheoretisch überwunden.
Das Gegenstück zur Kulturträgertheorie ist das Schlagwort vom „Deutschen Drang nach Osten“, mit dem die deutschen Zuzügler in die mittelalterliche Germania Slavica nicht als Kulturbringer, sondern als Aggressoren gekennzeichnet werden.
Die Kulturträgertheorie ist Gegenstand der Historischen Stereotypenforschung. Unbeschadet des Ausklingens der einseitig nationalen „Ostforschung“ tritt noch heute das Stereotyp der „polnischen Wirtschaft“ und der „Polacken“ auf. Der Artikel dokumentiert daher ausführlich deutsche Sichtweisen auf das deutsch-slawische Verhältnis im Hinblick auf kulturelle Wert- oder Geringschätzung, die bisher in den Artikeln Slawenfeindlichkeit, Geschichtsschreibung über die Wenden und Außenpolitik Polens eher zu kurz behandelt worden sind. Zum Wechsel der Sichtweise siehe z. B. Art. Geschichtsbild von der Entstehung der Mark Brandenburg.

## Entstehung
Geschichtlicher Hintergrund der Entstehung der Kulturträgertheorie ist der Kampf um den Besitz von Gebieten, die seit den Piasten (966) zum polnischen Staat gehört hatten (unbeschadet des Umstandes, dass der Thron zeitweise mit Herrschern aus Anjou, Litauen und Sachsen besetzt war). Die drei polnischen Teilungen Ende des 18. Jahrhunderts beseitigten Polen als eigenständige Nation. Die Zeit von der dritten, endgültigen Teilung Polens 1795 bis zur Gründung der Zweiten Polnischen Republik 1918 war bestimmt vom Kampf der Polen um die Wiedererlangung ihrer nationalen Unabhängigkeit. Mit der Kulturträgertheorie wurde von preußisch-deutscher Seite die Aufrechterhaltung des Besitzes der durch die polnischen Teilungen erlangten Gebiete begründet.
Während Polen noch im 17. und beginnenden 18. Jahrhundert wegen seiner religiösen Toleranz, seiner republikanischen Freiheit und wegen seiner unter anderem von Jan Sobieski vor Wien 1683 so erfolgreich unter Beweis gestellten Mission, Europa vor der osmanisch-muslimischen Invasion zu verteidigen, von den freiheitlich denkenden Menschen in Deutschland gefeiert worden war, wandelte sich diese positive Einschätzung im Verlaufe des 18. Jahrhunderts. Ersten Anlass bot das Thorner Blutgericht 1728, um dem polnischen katholischen Klerus Engstirnigkeit, Fanatismus und Intoleranz vorzuwerfen.
Die Unterdrückung der Bauern durch den polnischen Adel rief etwa bei Johann Georg Forster einen tief empfundenen Abscheu vor diesem „Mischmasch von sarmatischer, fast neuseeländischer Rohheit und französischer Superfeinheit hervor“. Das durch Forster um 1790 bekannt gewordene Stereotyp von der „polnischen Wirtschaft“ bezog sich vorrangig auf den politischen Umstand der Unterdrückung der Bauern durch den verantwortungslosen Adel, erst in zweiter Linie auf die durch diese Unterdrückung hervorgerufene Rückständigkeit auf dem Lande: Die „größten unheilbarsten Schäden“ der polnischen Nation lägen „in ihrer abscheulichen Staatsverfassung“: der Adelsrepublik (Rzeczpospolita) mit den Stichworten „Unregierbarkeit“, „Anarchie“ und „polnischer Reichstag“. Diese Zuspitzung durch Forster als ungeduldigen jugendlichen Revolutionär wurde deutlich relativiert 1793 durch seine Unterstützung der polnischen Revolutionäre: „Alles reift dort zur Revolution“; die Schäden waren also nicht „unheilbar“.
Wichtig und entscheidend war, dass diese Kritik an der „polnischen Wirtschaft“ im Niedergang der polnischen Adelsrepublik (2. Hälfte des 18. Jahrhunderts) gerade von den aufklärerischen deutschen Historikern auf die ganz anders gearteten Verhältnisse des Mittelalters übertragen wurde. Gleichzeitig kritisierten diese Historiker aber auch die Kolonisationstätigkeit des Deutschen Ordens, die mit der Eroberung Südamerikas durch die Spanier verglichen wurde. Schlözer verurteilte 1795 die „schreienden Ungerechtigkeiten“ der Deutschen, welche „als Colonisten in die wendischen Länder, nach Preußen, Kurland, Livland usw.“ gekommen seien, rühmte aber anderseits schon die kulturbringende Mission der deutschen Hanse.
Nach 1831 steigerte sich langsam, aber beständig der Nationalitätenkonflikt im preußischen Teil Polens (wie schon vorher im russischen), und in der sich stetig eskalierenden Auseinandersetzung kam es zu gegenseitigen Stereotypen-Bildungen, der sowohl die Fremdbilder als auch die Selbstbilder betraf, was auf deutscher Seite zu einer nun uneingeschränkten Wertschätzung der Tätigkeit des Deutschen Ordens in Ostpreußen führte. Dies bedingte wiederum die Gleichsetzung von Mittelalter und früher Neuzeit: ein typisches Kennzeichen von nationalen Stereotypen, die von unveränderlichen Wesensmerkmalen ausgehen und daher eine unhistorische Sichtweise darstellen.
Die preußisch-deutsche Polenpolitik war gekennzeichnet durch ein ambivalentes Verhältnis von Überlegenheit und Angst vor den „undankbaren“ Polen. Die gegenwartspolitisch geprägten Probleme und Auseinandersetzungen wurden in die Vergangenheit transponiert, wobei gleichzeitig die Vergangenheit, die Zeit der mittelalterlichen Ostsiedlung, ideologisiert wurde. Die „Ostkolonisation“ galt schließlich als (umgekehrte) Fortsetzung der Völkerwanderung: Nachdem sich nämlich die inneren Zustände der neuen germanischen Reiche gefestigt hätten, „drang die deutsche Colonisation nach Osten in die mittlerweile von den Slaven überfluteten Gebiete zurück. Hier aber jetzt zugleich Träger einer schon gewonnenen edleren Cultur, war das Deutschthum dort wieder hergestellt.“ Das knappe Jahrtausend zwischen Völkerwanderung und Ottonenreich hatte laut dieser Sichtweise offenbar keinerlei geschichtlich relevante Veränderung im „Deutschthum“ bewirkt.

## Deutsche Sichtweisen auf Slawen im Wandel der Jahrhunderte

### Im Mittelalter
Die etwa seit der Mitte des 19. Jahrhunderts in der deutschen Historiographie und Publizistik fassbare „Kulturträgertheorie“ baute auf schon seit dem Mittelalter vorhandenen Sichtweisen auf, die jedoch zunächst ambivalent waren (und wie stets auf Gegenseitigkeit beruhten). Zu Verfestigung von einseitigen nationalen Stereotypen kam es erst ab etwa 1830, eine in ganz Mitteleuropa feststellbare Erscheinung.
Die erste nachweisbare historische Erwähnung eines polanischen Herrschers, Mieszko I., des Begründers des polnischen Staates, die in einer sächsischen Quelle (Chronik des Widukind von Corvey) enthalten ist, bezeichnet ihn als „Freund des Kaisers“ (lateinisch amicus imperatoris) Otto III. Der „Akt von Gnesen“ im Jahre 1000 ist der spektakulärste Akzent der frühen deutsch-polnischen Zusammenarbeit.
Thietmar von Merseburg (975–1018), Adam von Bremen (wohl vor 1050–1081/1085) und Helmold von Bosau (um 1120–nach 1177) bezeichneten übereinstimmend die Slawen als Barbaren und Heiden, die grausam, wild, untreu, verräterisch und (religiös) verstockt seien. Für Helmold war die Grausamkeit der Slawen ihnen sogar angeboren, also eine Nationaleigenschaft: „Slavorum genti crudelitas ingenita“ (Helmold I,52). Andererseits galten für Helmold auch die Dänen als grausam, wild und götzendienerisch. Alle drei Chronisten vermerkten aber auch, dass es Anlass von deutscher Seite her gegeben hatte: durch Starrsinn und Habgier der sächsischen Fürsten. Und sie vermerkten sogar Positives. Adam rühmt z. B. die Stadt Jumne (vermutlich Wollin):
„Hinter den Liutizen, die auch Wilzen heißen, trifft man auf die Oder, den wasserreichsten Strom des Slawenlandes. Wo sie an ihrer Mündung ins Skythenmeer [gemeint ist die Ostsee] fließt, da bietet die sehr berühmte Stadt Jumne für Barbaren und Griechen [gemeint sind wohl orthodoxe Christen aus der Rus] in weitem Umkreise einen vielbesuchten Treffpunkt […] Es ist wirklich die größte von allen Städten, die Europa birgt; in ihr wohnen Slawen mit anderen Stämmen, Griechen und Barbaren. Auch die Fremden aus Sachsen haben gleiches Niederlassungsrecht erhalten, wenn sie auch während ihres Aufenthalts ihr Christentum nicht öffentlich bekennen dürfen. Denn noch sind alle in heidnischem Irrglauben befangen; abgesehen davon wird man allerdings kaum ein Volk finden können, das in Lebensart und Gastfreiheit ehrenhafter und freundlicher ist. Die Stadt ist angefüllt mit Waren aller Völker des Nordens, nichts Begehrenswertes oder Seltenes fehlt.“
Bezüglich der „Lebensart und Gastfreiheit“ anerkennt selbst Helmold wenigstens bei den Pruci und Rani „viele natürliche Vorzüge“ (multis naturalibus bonis), „unter ihnen Gastfreundlichkeit, Fürsorglichkeit und Barmherzigkeit.“ Und er lobt nicht nur die Besiedlung durch die Sachsen, sondern er wusste auch vom Slawenfürsten Pribislaw, dass er „die Burgen Mecklenburg, Ilow und Rostock erbaute und ihre Gebiete mit slawischen Bewohnern bevölkerte.“ Herbord, der Biograph Ottos von Bamberg (um 1060–1139), berichtet über dessen kulturelle Erfahrungen in Stettin:

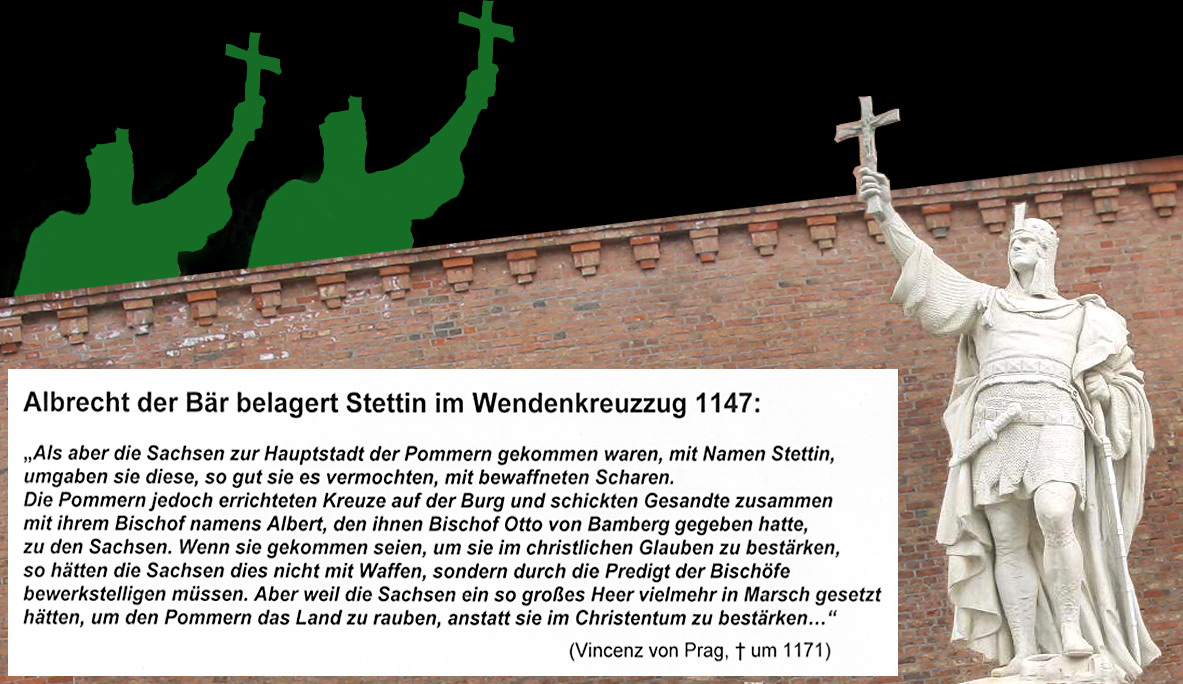
Albrecht der Bär als angeblicher Kulturbringer: Die Stettiner waren aber bereits seit 1128 christianisiert.

„In der Stadt Stettin gab es vier Versammlungshallen. Eine von diesen, welche die vornehmste war, war wunderbar schmuckreich und kunstreich gebaut, hatte inwendig und auswendig Skulpturen, die an den Wänden hervorragten, Bilder von Menschen, Vögeln und Tieren, so naturgetreu in ihrer Haltung dargestellt, daß man sie für atmend und lebend hätte halten mögen, und, was wohl sehr selten genannt werden muß, die Farben der äußeren Bilder konnten durch kein Schnee- oder Regenwetter verdunsten oder abgewaschen werden, so hatte es die Kunst der Maler eingerichtet.“
Der Zustrom deutscher Siedler, Ritter und Geistlicher im 13. Jahrhundert problematisierte erstmals das Verhältnis der polnischen Gesellschaft zu den Deutschen. Im 14. Jahrhundert kam es zum offenen  Konflikt mit dem Deutschritterorden, vor allem nach deren Unterwerfung der Pommerellen. Dennoch blieb die Westgrenze Polens vom 15. bis zum 18. Jahrhundert die „ruhigste Grenze“ im damaligen Europa.

### In der frühen Neuzeit
Der Hamburger Gelehrte Albert Krantz betrachtete 1519 in seiner „Beschreibung Wendischer Geschicht“ das „Wendische Quartier“ der Hanse als eine ruhmvolle Gründung der Wenden, die er irrtümlich auf die Wandalen, also auf einen ostgermanischen Stamm zurückführt. Im „V. Capitel“ wertet er diese als seine Vorfahren:
„Nach dem die Sachsen diese Wendische länder unter sich vnnd in die eusserste Dienstbarkeit gebracht, ist dieser Nahme dermassen verächtlich, daß, wenn sie erzürnen, einen der Leibeigen vnd ihnen stets vnter den Füssen ligen muß, anderst nicht denn einen Sclauen schelten. Wenn wir aber vnser Vorfahren Geschichte vnd Thaten vns recht zu gemüht führen vnd erwegen, werden wir vns nicht für ein Laster, sondern für eine Ehre zu ziehen, daß wir von solchen Leuten hergeboren.“
Krantz bezieht sich immer wieder auf die bekanntesten Chronisten Adam, Thietmar, Helmold und Saxo Grammaticus, wobei er vor allem das Rühmliche hervorhebt, z. B. die von Adam geschilderte Pracht von Vineta. Das Heidentum der Slawen erwähnt er zwar auch, aber ohne die bei den mittelalterlichen Chronisten übliche Abscheu, da für Krantz die Wenden als ursprüngliche Germanen ebenso heidnisch waren. In ihrem Kampf gegen das Reich unterscheiden sich für ihn die Wenden nicht von den Dänen.
Die letzte uneingeschränkt positive Bewertung der Polen bezieht sich auf den Entsatz von Wien 1683 durch Jan Sobieski. Danach überwiegen im 18. Jahrhundert negative Darstellungen Polens („zivilisatorisch rückständig“): Sie finden sich vor allem in Reiseberichten; in französischen und italienischen übrigens öfter als in deutschen, ähnlich den üblichen negativen Stereotypen z. B. zwischen England und Frankreich oder Frankreich und Deutschland.
Der überaus angesehene Universalgelehrte Leibniz scheute sich 1669 anlässlich der polnischen Königswahl nicht, in einem Auftragswerk eines deutschen Mitbewerbers unter einem Pseudonym den polnischen Kandidaten mit den bekannten Vorurteilen zu schmähen.

### Im 18. Jahrhundert
In der bis 1848 geltenden Ambivalenz werden die Stereotype „freiheitsliebend und fanatisch“ sowohl positiv als auch negativ verwendet. Derselbe Charakterzug des nationalen Freiheitsdrangs richtet sich mal gegen die Russen (dann ist er „freiheitsliebend“), mal gegen die Preußen (dann gilt er als „fanatisch“). Dem positiven Stereotyp des „edlen (freiheitsliebenden) Polen“ entspricht das Stereotyp von der „schönen (glutäugigen) Polin“.
Von der ehemals engen Verbundenheit deutscher und slawischer Kultur zeugt repräsentativ das Lebenswerk Johann Gottfried Herders (1744–1803). Herders Schriften trugen maßgeblich zur Entstehung eines nationalen Empfindens unter den Slawenvölkern bei, das sich auf Sprache und Kultur gründete. Sie erweckten unter den slawischen Intellektuellen das Interesse an der eigenen Volksüberlieferung und an der Erforschung der Muttersprache, denn nach Herder war „in jeder derselben der Verstand eines Volkes und sein Charakter geprägt.“ Vor allem durch das 1791 entstandene Slawenkapitel in seinem Hauptwerk „Ideen zur Philosophie der Geschichte der Menschheit“ wurde Herder zum Miterwecker eines Selbstbewusstseins und Zusammengehörigkeitsgefühls unter den Slawen. Herder erblickte jedes Volk als eine von Gott geschaffene Wesenheit, die nach dem Schöpfungsplan eine unersetzbare Funktion zu erfüllen habe. Gleichzeitig hielt er die Völker für lebendige Spiegel, die nach einem jeweils unterschiedlichen „Brechungswinkel“ die ganze Menschheit abbildeten. In dem bereits erwähnten Kapitel über die Slaven schrieb Herder:
„Sie waren mildtätig, bis zur Verschwendung gastfrei, Liebhaber der ländlichen Freiheit, aber unterwürfig und gehorsam, des Raubens und Plünderns Feinde. Alles das half ihnen nicht gegen die Unterdrückung; ja es trug zu derselben bei. Denn da sie sich nie um die Oberherrschaft der Welt bewarben, keine kriegssüchtigen, erblichen Fürsten unter sich hatten und lieber steuerpflichtig wurden, wenn sie ihr Land nur mit Ruhe bewohnen konnten: so haben sich mehrere Nationen, am meisten aber die vom deutschen Stamme, an ihnen hart versündigt. Schon unter Karl dem Großen gingen jene Unterdrückungskriege an, die offenbar Handelsvorteile zur Ursache hatten, obgleich sie die christliche Religion zum Vorwande gebrauchten. (…) Was die Franken angefangen hatten, vollführten die Sachsen; in ganzen Provinzen wurden die Slaven ausgerottet oder zu Leibeigenen gemacht und ihre Ländereien unter Bischöfe und Edelleute verteilt. (…) Unglücklich [ist das slawische Volk], daß seine Lage unter den Erdvölkern es auf einer Seite den Deutschen so nahe brachte, und auf der andern seinen Rücken allen Anfällen östlicher Tataren freiließ, unter welchen, sogar unter den Mongolen, es viel gelitten, viel geduldet. Das Rad der ändernden Zeit dreht sich indes unaufhaltsam; und da diese Nationen größtenteils den schönsten Erdstrich Europas bewohnen, wenn er ganz bebaut und der Handel daraus eröffnet wurde, da es auch wohl nicht anders zu denken ist, als daß in Europa die Gesetzgebung und Politik statt des kriegerischen Geistes immer mehr den stillen Fleiß und den ruhigen Verkehr der Völker untereinander befördern müssen und befördern werden: so werdet auch ihr so tief versunkene, einst fleißige und glückliche Völker endlich einmal von eurem langen trägen Schlaf ermuntert, von euren Sklavenketten befreit, eure schönen Gegenden vom Adriatischen Meer bis zum karpathischen Gebirge, vom Don bis zur Mulda (Moldau) als Eigentum nutzen und eure alten Feste des ruhigen Fleißes und Handels auf ihnen feiern dürfen!“
Herders Gedanken trafen in den tieferen Bewusstseinsschichten von Vertretern der slawischen Intelligenz auf ein außergewöhnliches Echo, vor allem in der Zeit des „nationalen Erwachens“, der „Wiedergeburt“ der mitteleuropäischen Völker während der ersten Hälfte des 19. Jahrhunderts.
Im Erscheinungsjahr der Schrift Herders, der noch heute großes Ansehen in Polen genießt, gab sich die durch die ersten beiden polnischen Teilungen geschrumpfte Adelsrepublik die Verfassung vom 3. Mai 1791, die nach der Französischen Revolution von 1789 als die modernste Verfassung Europas galt.

### Im 19. Jahrhundert
Schon in der zwischen 1801 und 1805 veröffentlichten „Geschichte der Preußischen Staaten“ von Johann Friedrich Reitemeier wurde die mittelalterliche Ostsiedlung, durch die der „unversorgte Teil der deutschen Nation“, die „überschüssige Volksmenge“ nach Osten geführt worden sei, mit der „Colonisation und Einwanderung der Europäer nach Nordamerika“ verglichen. Der Widerstand der „Wenden“ sei zwar „gewaltsam gebrochen worden, wobei ganze Dörfer vertrieben werden mussten“, doch in diesen „germanisierten“ Gebieten seien mit dem deutschen Schwert und der deutschen Sprache auch „die Kultur und die Annehmlichkeiten des Luxus“ gekommen. Der preußische Staat setze diese Politik, die als „Revolution von der wohltätigsten Art“ charakterisiert wurde, nur fort. Dies gelte für die „Umbildung der Wenden durch die Deutsche Nation, die Vernichtung ihrer Religion und ihrer asiatischen Sitten durch das Christentum, den Anbau der Deutschen in den dortigen Wildnissen und die Fortschritte der Cultur in diesen Ländern.“
Nach dem Zwischenspiel des napoleonischen Herzogtums Warschau (1807–1815) bekam Preußen die durch die drei polnischen Teilungen erlangten Gebiete wieder zurück. Der Preußenkönig Friedrich Wilhelm III. formulierte in seiner Rede am 19. Mai 1815: „Auch Ihr habt ein Vaterland […] Ihr werdet meiner Monarchie einverleibt, ohne Eure Nationalität verleugnen zu dürfen […] Eure Religion soll aufrechterhalten […], Eure Sprache soll neben der deutschen in allen öffentlichen Verhandlungen gebraucht werden.“
Humanistischer Geist spricht aus den Worten des preußischen Kultusministers von Altenstein, der 1823 seinen Sprachenerlass begründet: „Selbst wenn man es für wünschenswert halten wollte, den Gebrauch der Polnischen Sprache nach und nach einzuschränken und so das Volk zu entnationalisieren, so würde doch jeder direkte Schritt zu offenbarer Vertilgung ihrer Sprache, statt dem Ziele näher zu bringen, nur davon entfernen. Religion und Sprache sind die höchsten Güter der Nation, in denen ihre ganze Gesinnungs- und Begriffswelt begründet ist. Eine Obrigkeit, die diese anerkennt, und achtet und schätzt, darf sicher sein, die Herzen der Untertanen zu gewinnen, welche sich aber gleichgültig dagegen bezeigt oder gar Angriffe dagegen erlaubt, die verbittert oder entwürdigt die Nation und schafft sich ungetreue oder schlechte Untertanen.“
Durch den Novemberaufstand 1831 versuchte Polen, für die russisch besetzten Gebiete wieder nationale Selbstständigkeit zu erreichen. Hierdurch entstand in liberal gesinnten Kreisen Preußens, Sachsens und Bayerns eine Polenbegeisterung, die dort auch nach der Niederschlagung des Aufstandes durch die Russen und dem Marsch freiheitsliebender Polen durch Deutschland ins vor allem französische Exil anhielt und zur Schaffung von Polenvereinen und Polenliedern führte.
Diese von 1830 bis zum Sommer 1848 anhaltende politische Haltung ließ einen Teil der preußischen Gesellschaft sich für die Aufhebung der polnischen Teilung und die Schaffung eines polnischen Nationalstaats einsetzen. Die gegenteilige Diskussion entzündete sich an der Provinz Posen, die 1815 als Großherzogtum Posen an Preußen gefallen war. In ihr lebten etwa 60 % Polen (Katholiken), 34 % Deutsche (meist Protestanten) und 6 % Juden, die überwiegend in der Stadt lebten. Die Deutschen hatten regional eine relative Mehrheit in den vier westlichen Kreisen des Posener und in den vier nördlichen des Bromberger Regierungsbezirks. Die zentralen und an der Ostgrenze gelegenen Kreise dagegen bewohnten wenige Deutsche. Wirtschaftlich waren die Deutschen, die in den nichtagrarischen Berufen dominierten, in der Regel besser gestellt als die Polen. Unter deutschen Bauern gab es kaum Besitzlose, die meisten waren reiche oder mittlere Bauern. Der polnische Novemberaufstand von 1830 gegen Russland erfasste Posen nicht. Dennoch betrieb Preußen als Mitglied der „Heiligen Allianz“ auf Betreiben seiner Alliierten während der Restaurationszeit fortan eine antipolnische Unterdrückungspolitik.
Unter Friedrich Wilhelm IV. (seit 1840) wurde sie gemildert. Den für 1846 geplanten Aufstand verhinderte Preußen durch Verhaftungen und Verhängung des Belagerungszustandes. Die Unzufriedenheit der Polen verschärfte sich durch Verurteilungen von Aufständischen, Zensur und Auflösung von Klubs und Kasinos. Im März 1848 hielten deutsche und polnische Revolutionäre die Verwirklichung des deutschen Nationalstaats noch für vereinbar mit der Schaffung eines polnischen Nationalstaats. In Berlin schwenkte der polnische Revolutionär Ludwig Mieroslawski die schwarz-rot-goldene Fahne und rief: „Nicht du, edles deutsches Volk, hast meinem unglücklichen Vaterlande Fesseln geschmiedet; deine Fürsten haben es getan; sie haben mit der Teilung Polens ewige Schmach auf sich geladen.“
Noch das Vorparlament und die Nationalversammlung in Frankfurt bekannten sich zu beiden Zielen, der Schaffung eines deutschen sowohl wie eines polnischen Nationalstaates. Auf Antrag von Gustav Struve aus Mannheim beschloss das Vorparlament in Frankfurt am 31. März 1848 fast einhellig, „daß es die heilige Pflicht des deutschen Volkes sei, Polen wiederherzustellen, indem die Teilung Polens als ein schreiendes Unrecht erklärt werde.“ Den Formelkompromiss von der »National-Reorganisation«, den König Friedrich Wilhelm IV. am 24. März genehmigt hatte, verstanden polnische Patrioten wie Mieroslawski als Zusage zur Bildung eines unabhängigen Großherzogtums „unter dem bloßen Schutze Preußens“.
Doch schon im April 1848 wurde deutlich, dass sich die zugesagte nationale Reorganisation auf den „polnischen“ Anteil der Provinz beschränkte, der in der Folgezeit immer wieder verkleinert wurde, indem man ihn immer weiter nach Osten verschob, bis am Ende nur noch für wenige Landkreise im Raum Gnesen Autonomie für die Polen versprochen wurde. Die Polendebatte der Deutschen Nationalversammlung vom 24. bis 27. Juli 1848 zeigte, dass nur noch eine Minderheit, zu denen Linke wie Robert Blum und Arnold Ruge gehörten, für die Rechte der Polen auf einen eigenen Staat eintrat, während die Mehrheit Posen für den deutschen Nationalstaat beanspruchte, nachdem die deutsche Minderheit in Posen ihre Zugehörigkeit zu Deutschland gefordert hatte und im April und Mai 1848 der Großpolnische Aufstand militärisch unterdrückt worden war.
Der Abgeordnete Wilhelm Jordan sagte in der Nationalversammlung: „Polen bloß deswegen herstellen zu wollen, weil sein Untergang uns mit gerechter Trauer erfüllt, das nenne ich eine schwachsinnige Sentimentalität. Unser Recht ist kein anderes als das Recht des Stärkeren, das Recht der Eroberung.“ Daraufhin stimmte die Mehrheit der Nationalversammlung für die Einverleibung Posens (bis auf den kleinen für polnische Autonomie vorgesehenen Bezirk im Raum Gnesen) und das Objekt der „Polenbegeisterung“ war verschwunden.
Die Diskussionen des Jahres 1848 sind die Geburtsstunde der Kulturträgertheorie, vertreten von fast allen deutschen Historikern (Wattenbach, Ranke, Sybel, Treitschke, Droysen) und Publizisten (Gustav Freytag, Felix Dahn) des 19. Jahrhunderts, einschließlich Marx und Engels; letzterer hatte vom „Schmutz und der Filzigkeit der jüdisch-germanischen Race in Posen“ gesprochen.
1871 wurden bei der Gründung des Deutschen Reichs polnische Bevölkerungsteile in den preußisch-deutschen Reichsverband definitiv einbezogen. Die bisherige Ambivalenz verengt sich vor der Steigerung des Nationalitätenkonflikts auf einen vorwiegend negativ besetzten Vorstellungskomplex: Intensivierung der Germanisierung, Wandel des Stereotyps „polnische Wirtschaft“ vom politischen Chaos der Adelsrepublik (Veto, Bestechlichkeit) zu einem geringgeschätzten generellen Kulturzustand.
Fontane schrieb 1873 im dritten Band seiner überaus populären „Wanderungen durch die Mark Brandenburg“: „Die Frage ist oft aufgeworfen worden, ob die Wenden wirklich auf einer viel niedrigeren Stufe als die vordringenden Deutschen gestanden hätten, und diese Frage ist nicht immer mit einem bestimmten „Ja“ beantwortet worden. Sehr wahrscheinlich war die Superiorität der Deutschen, die man schließlich wird zugeben müssen, weniger groß, als deutscherseits vielfach behauptet worden ist.“  Im gleichen Zusammenhang schrieb Fontane aber auch: „1180 erschienen die ersten Mönche in der Mark… Wo die Unkultur zu Hause war, hatten die Kulturbringer ihr natürlichstes Feld.“

### Im 20. Jahrhundert
Ebenso ambivalent wie Fontane äußerten sich auch Hans Delbrück und Max Weber. Neben der Kulturträgertheorie wurden ab 1871 für die sich nun bis 1945 eigenständig weiter ausbildende „Ostforschung“ die Konstruktion protonationaler Zusammenhänge sowie die Projektion der nationalen Problematik des 19. und 20. Jahrhunderts auf die ständisch-feudal geprägte Welt des Mittelalters und der Frühen Neuzeit charakteristisch: Die Reformation wurde als Manifestation deutscher Identität präsentiert, das ausgeprägte Ständewesen im Deutschen Reich als Anzeichen der kulturellen und politischen Überlegenheit der Deutschen über andere Völker. Ein bekannter Vertreter war in den 1920er- und 1930er-Jahren der führende brandenburgische Landesgeschichtler Willy Hoppe.
Durch die Blockbildung im Kalten Krieg entstanden nach 1945 unterschiedliche Sichtweisen der BRD (Vertriebenenverbände: Unrecht) und der DDR (Ostblock: Völkerverständigung). Das deutsche Polenbild spiegelt den jeweils aktuellen Stand der deutsch-polnischen Beziehungen und steht in einer funktionalen Abhängigkeit vom Verhältnis zu Russland. Trotz der Verdienste von Solidarnosz bleibt das klassische Stereotyp „polnische Wirtschaft“ unverändert, wird aber mit unterschiedlicher Intensität geäußert.

## Folgen der Kulturträgertheorie
Die ab 1800 immer stärker ausgearbeitete „Kulturträgertheorie“ sah gegen Ende des 19. Jahrhunderts schließlich in der Ostsiedlung eine „geschichtliche Mission des deutschen Volkes“, also einen seit jeher dem deutschen Volk von der Geschichte erteilten Auftrag zur Verbreitung der Zivilisation in Ostmitteleuropa. Die Führer des Alldeutschen Verbandes plädierten daher um 1900 für die gewaltsame Germanisierung der polnischen Minderheit in den deutschen Ostgebieten. Selbst Max Weber machte 1894 den Vorschlag, durch die „systematische Kolonisation deutscher Bauern auf geeigneten Böden“ das „Deutschtum im Osten“ gegenüber der „slawischen Flut“ zu schützen.
Der ethnozentrierte Ansatz der Kulturträgertheorie war ursprünglich nicht nationalistisch, keineswegs rassistisch und zunächst gegenüber den anderen in Ostmitteleuropa wohnenden Völkern wohl abgrenzend, aber durchaus nicht feindlich gesinnt, er erwies sich aber als gefährlich.
Der Verlust deutscher Gebiete im Osten nach dem Ersten Weltkrieg, die Wiederherstellung des polnischen Nationalstaats und die Oktoberrevolution in Russland ließen, vor dem Hintergrund des Panslawismus und der geschehenen Maßnahmen der Zwangsgermanisierung in Polen, die Furcht vor einem Rückschlag wachsen: die „Gefahr aus dem Osten“ durch eine „slawische Flut“ „asiatischer Horden.“ Die Kulturträgertheorie rechtfertigte den deutschen Anspruch auf die Wiedergewinnung der verlorenen Ostgebiete (Johannes Haller). Die rassistische NS-Ideologie förderte das Stereotyp des kulturell weit unterlegenen „slawischen Untermenschen“, den es durch nationalsozialistische Vernichtungsmaßnahmen im Generalgouvernement und durch den Vernichtungsfeldzug in Russland auszurotten galt, um „Raum im Osten“ für diejenigen zu schaffen, die sich seit dem Mittelalter als Träger einer überlegenen Kultur erwiesen hätten (NS-Variante des Sozialdarwinismus, wichtiger Vertreter: Heinz Zatschek). Aus dem „Reichsfeind“ war inzwischen ein „Rassenfeind“ geworden.
Für Wolfgang Wippermann, auf den die vorstehende Darstellung im Wesentlichen zurückgeht, stehen den Kontinuitätslinien aber auch „deutlich erkennbare Kontinuitätsbrüche gegenüber“. Denn zur in der Mitte des 19. Jahrhunderts entstanden Kulturträgertheorie zählten weder die biologisch-rassistische Sichtweise noch der Ostimperialismus über die Grenzen des Deutschen Reichs von 1871 hinaus.

## Einbettung in den europäischen Kolonialismus und seine „Zivilisierungsmission“
Die Kulturträgertheorie gehört in das Spektrum des eurozentrischen Gedankens von der Überlegenheit der europäischen Zivilisation. Nach Jürgen Osterhammel sei zwar seit Jahrtausenden das Bewusstsein von der Höherwertigkeit eigener Zivilisation und Kultur anderen Gesellschaften gegenüber bekannt, diese Überzeugung habe sich aber im 19. Jahrhundert eurozentrisch etabliert und sei als Idee nie so mächtig gewesen. Sie habe zunächst in Westeuropa im napoleonischen Frankreich zu einem „autoritären Zivilisierungsstaat“ geführt und von dort ausgestrahlt. In England hätten Männer wie Charles Grant, 1. Baron Glenelg oder Jeremy Bentham ihr so geprägtes Politikverständnis in die Britische Ostindien-Kompanie eingebracht. In Amerika habe das Manifest Destiny in gleichem Sinne als Ideologem gewirkt. Auch in Argentinien habe diese Idee Verbreitung gefunden und in Domingo Faustino Sarmiento 1845 mit seinem Buch Barbarei und Zivilisation einen Fürsprecher der europäisch motivierten „Zivilisierung“ seines Landes gegen die einheimische Barbarei gefunden.

## Neue europäische Sichtweise
Erlen lehnt die Kulturträgertheorie grundsätzlich ab und fordert eine kulturmorphologische Sicht, die sich auf die Forschungsergebnisse der letzten Jahrzehnte stützt und die „Ostsiedlung als Teil eines sich vom Zentrum des Abendlandes zur Peripherie hin ausbreitenden Intensivierungsprozesses“ erkennen lässt. Die Ostkolonisation wird als „fester Bestandteil der mittelalterlichen Bauernbefreiung in Europa“ betrachtet.
Raumbegriffe wie „Osteuropa“ und „Orient“ seien Konstrukte der westeuropäischen Aufklärung, die ihre Mission darin sah, die „westliche Zivilisation“ im weiten Osten zu verbreiten. Danach erschien Westeuropa als Akteur, der Osten als Rezipient. Diese Kulturträgertheorie hat sich in der „Allgemeinen Geschichte“ bis heute erhalten. Das Potenzial der „Osteuropäischen Geschichte“ liegt dagegen im Aufzeigen inhaltlicher Leitmotive für eine „transnationale Geschichte“ wie gesellschaftliche, religiöse und ethnische Pluralität und damit einhergehend die integrative Funktion des osteuropäischen Raumes für die kulturellen Wechselbeziehungen zwischen Europa und seiner Umwelt.